# إيفون مفوغو
إيفون لاندري مفوغو نغانوما (بالفرنسية: Yvon Landry Mvogo Nganoma) (مواليد 6 يونيو 1994) هو لاعب كرة قدم سويسري من أصل كاميروني ، يلعب كحارس مرمى لنادي يانغ بويز السويسري منذ عام 2011.

## روابط خارجية
- إيفون مفوغو على موقع الاتحاد الدولي (مؤرشف)  (الإنجليزية)
- إيفون مفوغو على موقع الاتحاد الأوربي (الإنجليزية)
- إيفون مفوغو على موقع إي إس بي إن إف سي (الإنجليزية)
- إيفون مفوغو على موقع قاعدة بيانات كرة القدم.إي يو (الإنجليزية)
- إيفون مفوغو على موقع ليكيب (الفرنسية)
- إيفون مفوغو على موقع ناشيونال فوتبول تيمز (الإنجليزية)
- إيفون مفوغو على موقع Soccerbase.com (لاعب) (الإنجليزية)
- إيفون مفوغو على موقع Soccerway.com (الإنجليزية)
- إيفون مفوغو على موقع عالم كرة القدم.نت (الإنجليزية)
- إيفون مفوغو على موقع AS.com (الإسبانية)

- Yvon Mvogo